# 20854 Tetruashvily
20854 Tetruashvily è un asteroide della fascia principale. Scoperto nel 2000, presenta un'orbita caratterizzata da un semiasse maggiore pari a 2,4194104 UA e da un'eccentricità di 0,1368424, inclinata di 4,67529° rispetto all'eclittica.